# Bolbaffer princeps
Bolbaffer princeps is een keversoort uit de familie cognackevers (Bolboceratidae). De wetenschappelijke naam van de soort werd in 1894 gepubliceerd door Hermann Julius Kolbe.
Deze soort komt voor in Zimbabwe.